# 贾森·达德利
贾森·达德利（英語：Jason Dudley，1984年11月10日—），澳大利亚男子田径运动员。他曾代表澳大利亚参加2006年英联邦运动会田径比赛，获得男子十项全能铜牌。